# Hans Martin Ritter

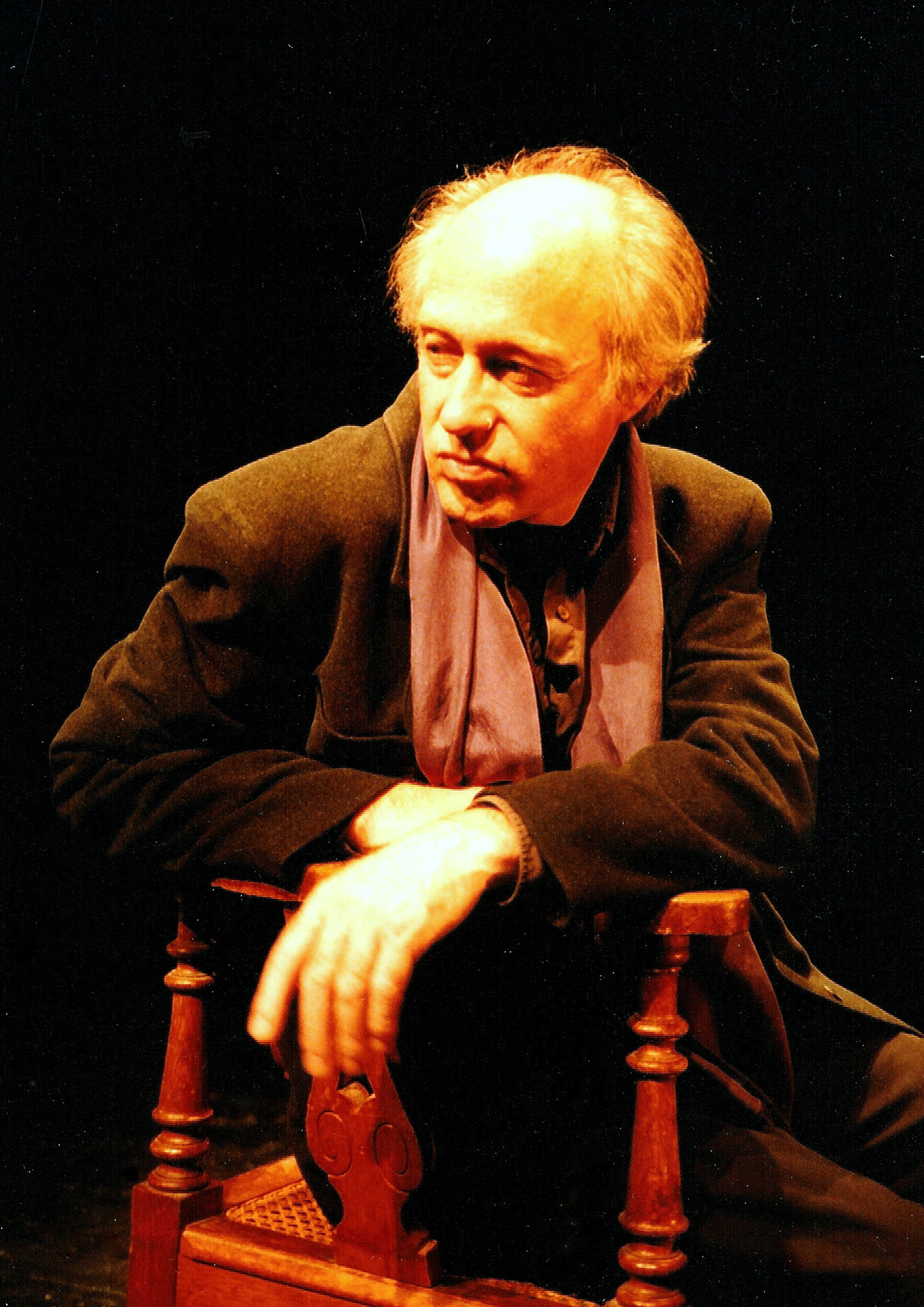
Hans Martin Ritter in Robert Musils Verstimmungsbilder, 1992

Hans Martin Ritter (* 4. Juli 1936 in Schaumburg, heute ein Ortsteil von Rinteln) ist ein deutscher Hochschullehrer. Er gehört zu den Begründern der Theaterpädagogik in Deutschland. Er ist zugleich Sprechwissenschaftler und einer der maßgeblichen Vertreter für das Gestische Sprechen in der Schauspielpädagogik. Daneben trat und tritt er als Bühnensprecher und -sänger sowie als Soloschauspieler mit Szenischen Monologen auf und ist als Pianist, Liedbegleiter und Regisseur tätig. Er lebt in Berlin.

## Leben
Als Sohn Heinz Ritters verlebte Hans Martin Ritter seine Kindheit mit drei Schwestern in dem privaten, an der Waldorfpädagogik ausgerichteten Kinderheim seines Vaters auf dem Lande. Bei Viktoria Brosig-Tobias erhielt er frühzeitig Klavierunterricht. Nach dem Besuch des Gymnasiums in Hameln studierte er in Berlin Schulmusik und Sprecherziehung sowie Germanistik und Theaterwissenschaft an der Hochschule für Musik und der Freien Universität Berlin. Weiterhin studierte er Soloklavier bei Rudolph Schmidt und Monique de la Bruchollerie sowie Rezitation und Bühnenpraxis bei Otto Warlich und Stimmbildung und Gesang bei Doris Winkler.
Nach kurzzeitiger Lehrtätigkeit an Berliner Gymnasien ging er 1970 als Akademischer Rat für Sprecherziehung und Schultheater an die Universität Duisburg, 1973 als Professor an die Pädagogische Hochschule Berlin, 1980 an das Institut für Spiel- und Theaterpädagogik der Hochschule der Künste Berlin, dessen Direktor er lange – alternierend mit Hans-Wolfgang Nickel – war. Von 1990 bis 2001 war er in der Schauspielausbildung an der Hochschule für Musik und Theater Hannover und neben Lehraufträgen an deutschen und österreichischen Hochschulen über zehn Jahre lang in der Aus- und Fortbildung von Fernsehmoderatoren für die ARD und das ZDF tätig.
Die Schauspielerin Ilse Ritter ist seine Schwester.

## Wirken (Forschung)
Im Forschungsbereich Theaterpädagogik führte Hans Martin Ritter von 1973 bis 1982 eine Versuchsreihe zum Brecht’schen Modell des Lehrstücks durch. Ziel der Untersuchung war es, das Lehrstück zu einer theatralen Form politisch-ästhetischer Erziehung und – unter dem Begriff Theater als Lernform – zu einer fächerübergreifenden Projektmethode für die Schule zu entwickeln. Ausgehend von dieser Versuchsreihe, war er Mitinitiator des bundesweiten Modellversuchsprogramms Künstler und Schüler 1976–1980, wissenschaftlicher Leiter der gemeinsamen Vorphase aller Modellversuche und aller beteiligten Schauspieler sowie Leiter des Berliner Modellversuchs. Im Vordergrund standen hier die Erweiterung des schauspielerischen Berufsfelds durch Theaterarbeit mit Schülern und Jugendlichen im Rahmen und außerhalb des Unterrichts – vor allem an Gesamt-, Real- und Hauptschulen in Berlin, unterschiedliche Modelle theatraler Projektformen und die Kooperation zwischen Theater und Schule.
Mit dem Wechsel in die Schauspielausbildung (1990) verlagerten sich die Schwerpunkte hin zu Fragen des Gestischen Sprechens in der szenischen Arbeit, der körperorientierten Arbeit mit der Stimme, der musikalischen Arbeit und einer an Konstantin Stanislawski, Michael Tschechow, Bertolt Brecht und Antonin Artaud orientierten theoretischen Durchdringung des Ausbildungsfeldes Schauspiel. Die eigene künstlerische Praxis und deren theoretische Reflexion waren für Hans Martin Ritter wesentlicher Teil dieses Forschungszusammenhanges um die Beziehung zwischen Wort und szenischer Situation. Den Impulsen des Theaterpädagogischen Kongresses 1973 in Berlin folgend, galt ihm dabei die Schauspielausbildung generell als ein herausgehobener, gesonderter Teilbereich der Theaterpädagogik und ihrer Fragestellungen zum Lernen durch Theater und durch die schauspielerische Arbeit.

## Künstlerische Praxis
Nach Anfängen als Solopianist und Konzert- und Oratorientenor trat Hans Martin Ritter vor allem als Bühnensprecher und Bühnensänger mit literarischen und literarisch-musikalischen Programmen, als Ensembleschauspieler (u. a. in der Rolle des Goethe in Martin Walsers Stück In Goethes Hand) und als Solist mit szenischen Monologen auf, u. a. mit Franz Kafka: Der Bau (1984), dem Malte Laurids Brigge von Rilke (1987), den Nachtwachen des Bonaventura (1994), einer Heine-Performance (1997) und Robert Musils Erzählung Die Amsel (2004), darüber hinaus als Sprecher in Werken der Neuen Musik – u. a. mit Zimmermanns Ekklesiastische Aktion, Schoenbergs Ode an Napoleon mit verschiedenen Instrumental-Ensembles, u. a. dem Vogler-Quartett sowie in Melodramen (mit Gottfried Eberle und Luiza Borac, Klavier) und mit experimentellem Jazz (mit Walter Norris, Klavier). Einige Jahre trat er als Pianist mit Monika von Hattingberg (Querflöte) auf, in jüngerer Zeit als Liedbegleiter und Regisseur in musikalischen Monodramen mit Patricia Freres (Sopran).

## Schriften
Die Publikationen Hans Martin Ritters zeigen der beruflichen Vita entsprechend zwei Schwerpunkte: Zum einen die wesentlich durch die Brecht’sche Theatertheorie geprägten theaterpädagogischen Publikationen zum Lehrstückmodell und zur Lernform Theater und zum anderen die dem Gestischen Sprechen auf der Bühne, dem Wort und der Musik im szenischen Zusammenhang und die den Grenzüberschreitungen in den Künsten gewidmeten Arbeiten. Neben zahlreichen Aufsätzen erschienen von ihm u. a. folgende Buchpublikationen:
- Ausgangspunkt: Brecht – Versuche zum Lehrstück. Recklinghausen 1980
- Das gestische Prinzip bei Bertolt Brecht. Prometh, Köln 1986, ISBN 3-922009-84-0
- Handeln und Betrachten. Beiträge zu einer Theorie der Spiel- und Theaterpädagogik (Hrsg. gemeinsam mit Thomas von Fragstein), Theaterpädagogik 6, Hochschule der Künste Berlin, Berlin 1987, ISSN 0175-5889
- Dem Wort auf der Spur. Prometh, Köln 1989, ISBN 3-922009-96-4
- Spiel- und Theaterpädagogik: Ein Modell. HdK-Materialien 90/1, Hochschule der Künste Berlin (Hrsg.), Berlin 1990, ISBN 3-924206-90-2
- Sprechen als Kunst. Positionen und Prozesse ästhetischer Kommunikation. (Hrsg. gemeinsam mit Thomas von Fragstein), Sprache und Sprechen Bd. 22, Scriptor, Frankfurt am Main 1990, ISBN 3-589-21002-8
- Wort und Wirklichkeit auf der Bühne. LIT, Münster 1997, 2. Auflage 2003, 3. Auflage 2014, ISBN 3-8258-3128-0
- Sprechen auf der Bühne. Henschel, Berlin 1999, Neuauflage 2009, ISBN 978-3-89487-323-3
- Der Schauspieler und die Musik. Henschel, Berlin 2001, ISBN 3-89487-403-1
- Entwicklungen und Perspektiven der Spiel- und Theaterpädagogik (Hrsg. gemeinsam mit Ulrike Hentschel). Schibri, Berlin 2003, ISBN 3-933978-83-1
- Theater-Sprache-Musik. Grenzgänge zwischen Kunst und Wissenschaft. Schibri, Berlin 2009, ISBN 978-3-86863-028-2
- Winterreise. Wilhelm Müller entdeckt das lyrische Monodram. LIT, Berlin 2014, ISBN 978-3-643-12636-8
- Nachspielzeit. Aufsätze zu theaterästhetischen und theaterpädagogischen Fragen und zu Fragen der Sprechkunst 2009–2019. Schibri, Berlin 2020, ISBN 978-3-86863-220-0

## Rezensionen
- Ulrike Hentschel zu: Sprechen auf der Bühne. In: Korrespondenzen, Zeitschrift für Theaterpädagogik, Heft 35/36, Schibri, Berlin 2000, ISSN 0941-2107
- Roland Matthies zu: Sprechen auf der Bühne. In: sprechen, Zeitschrift für Sprechwissenschaft – Sprechpädagogik – Sprechtherapie – Sprechkunst, I/1999, Bayerischer Verlag für Sprechwissenschaft, Regensburg 1999, ISSN 0724-1798
- Rainer O. Brinkmann zu: Der Schauspieler und die Musik. In: Zeitschrift für Theaterpädagogik, Heft 42, Schibri, Berlin 2002, ISSN 0941-2107
- Hellmut K. Geißner zu: ZwischenRäume: Theater-Sprache-Musik. Grenzgänge zwischen Kunst und Wissenschaft. In: DGSS@ktuell 1/2010, ISSN 2191-5032